# Yellowstone National Park, Wyoming, U.S.
Yellowstone National Park, Wyoming, U.S. è un cortometraggio muto del 1912 diretto da J. Searle Dawley.

## Produzione
Il film - un documentario girato nel Parco nazionale di Yellowstone - fu prodotto dalla Edison Manufacturing Company.

## Distribuzione
Distribuito dalla General Film Company, il film - un cortometraggio in una bobina - uscì nelle sale cinematografiche degli Stati Uniti l'8 novembre 1912.